# Żuków (Poméranie-Occidentale)
Pour les articles homonymes, voir Żuków.
Żuków est une localité polonaise de la gmina rurale de Przelewice située dans le powiat de Pyrzyce en voïvodie de Poméranie-Occidentale. Elle se trouve à environ 14 km à l'est de Pyrzyce et 48 km au sud-est de la capitale régionale Szczecin.

## Géographie

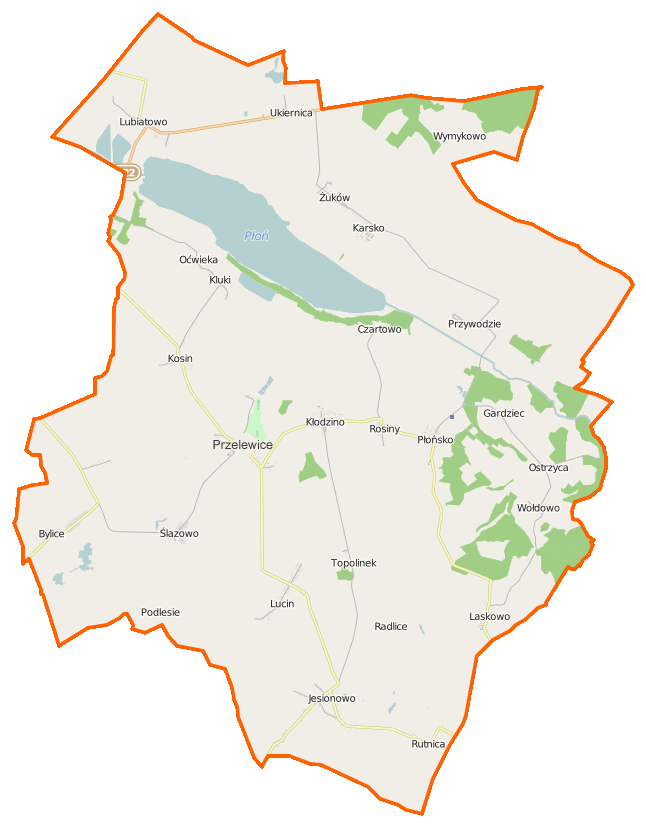
Carte de la gmina de Przelewice.

## Histoire
De 1815 à 1945, Suckow-sur-la-Plöne fait partie de l'arrondissement de Pyritz dans le district de Stettin au sein de la province de Poméranie